# Kardos, Békés
Kardos (în slovacă Kardoš) este un sat în districtul Szarvas, județul Békés, Ungaria, având o populație de 687 de locuitori (2011).

## Demografie
Componența etnică a satului Kardos
     Maghiari (69,68%)
     Slovaci (29,98%)
     Germani (0,34%)
Componența confesională a satului Kardos
     Luterani (42,36%)
     Fără religie (27,8%)
     Reformați (1,46%)
     Necunoscută (27,8%)
     Atei (0,58%)
     Alte religii (1,31%)
Conform recensământului din 2011, satul Kardos avea 687 de locuitori. Din punct de vedere etnic, majoritatea locuitorilor (69,68%) erau maghiari, cu o minoritate de slovaci (29,98%). Nu există o religie majoritară, locuitorii fiind luterani (42,36%), persoane fără religie (27,8%) și reformați (1,46%). Pentru 27,8% din locuitori nu este cunoscută apartenența confesională.